# Triphasia brassii
Triphasia brassii är en vinruteväxtart som först beskrevs av Cyril Tenison White, och fick sitt nu gällande namn av Walter Tennyson Swingle. Triphasia brassii ingår i släktet Triphasia och familjen vinruteväxter. Inga underarter finns listade i Catalogue of Life.